# Veronica archboldii
Veronica archboldii är en grobladsväxtart som beskrevs av Francis Whittier Pennell. Veronica archboldii ingår i släktet veronikor, och familjen grobladsväxter. Inga underarter finns listade i Catalogue of Life.